# EThekwini
Grootstedelijke gemeente eThekwini (Zoeloe en Xhosa: uMasipala waseThekwini, Engels: eThekwini Metropolitan Municipality, Afrikaans: eThekwini Munisipaliteit) is een Zuid-Afrikaanse grootstedelijke gemeente in de provincie KwaZoeloe-Natal, waarin de stad Durban ligt. Ze heeft bijna 3,5 miljoen inwoners.
De eThekwini-metropool ontstond in 2000 door samenvoeging van de stad Durban met het omliggende gebied.

## Hoofdplaatsen
Het nationaal instituut voor de statistiek, Stats SA, deelt sinds de census 2011 deze gemeente in in 197 zogenaamde hoofdplaatsen (main place):
Adams Rural • Amagcino • Amanzimtoti • Baphehli • Bhekulwandle • Blackburn • Botha's Hill • Cato Ridge • Chatsworth • Chuphulaka • Cibane • Clansthal • Clermont • Cliffdale • Clifton Heights • Congo • Craigieburn • Danganya • Denge • Desainager • Dimane • Diphini • Drummond • Durban • Ebhobhonono • Ediphini Section • Egwadeni Section • Ehlanzeni • Ekwandeni • Emachobeni • Emagezeni • Emalangeni • Emangabazini • Emvini • Esidweni • Esikhelekehleni • Ethekwini • Ethekwini NU • Everton • Ezakhiweni • Ezihyathini • Ezimangweni • Ezimbokodweni • Ezimpisini • Ezinyathini • Ezitendeni • Folweni • Gasa Section • Genazzano • Georgedale • Gillitts • Golokodo • Greylands • Gunjini • Hambanathi • Harare A • Harare B • Hazelmere • Hillcrest • Illovo North • Imbozamo • Inanda • Inanda A • Inanda B • Inchanga • Inkangala • Inthuthuko • Inwabi • Iqadi B • Isiqhoqhoqho • Iziko • Kamba • Kingsburgh • Klaarwater • Kloof • Kontinga • KwaCele • KwaDabeka • KwaDlembe • KwaLandeza • KwaMashu • KwaMbiza • KwaMtamtengayo • KwaNdengezi • KwaNgcolosi • KwaNqetho • Kwantamnteng • KwaNyuswa • KwaSondela • La Mercy • Lower Molweni • Luganda • Luthele • Luthuli • Mabedlane A • Mabedlane B • Mabedlane C • Mabedlane D • Mabedlane E • Madudubala • Madundube • Madwaleni • Magabeni • Mahlabathini • Malagazi • Malukazi • Mandlakazi B • Maromeni • Matabetule • Mawothi • Mgandeni • Mgangeni • Mgezanyoni • Mkholombe • Mlahlanja • Mngcweni • Molweni • Molweni A • Molweni B • Molweni C • Molweni D • Mophela • Motalabad • Mount Edgecombe • Mount Moreland • Moya • Mpola A • Mpola B • Mpuma • Mpumalanga • Mshazi • Mshazi Skhambane • Msunduzi • New Glasgow • Newlands East • Newlands West • Ngqungqulu • Nkangala • Nkomokazi • Nonoti • Nqobane • Ntongela • Ntshongweni A • Ntshongweni B • Ntukuso • Ntuzuma • Nungwane • Ocean Drive-In • Olwambeni • Outer West Durban • Palmcliffe • Panekeni • Phoenix • Phola Mission • Pinetown • Qhodela • Queensburgh • Redcliffe • Rietvallei • Roseneath • Salem • Sankontshe • Senzokuhle • Seventeen • Sgubudwini • Shongweni • Sithumba • Siweni • Siyanda • St. Lawrence • Thandaza • Thornwood • Thusumuntu • Tin Town • Tongaat • Tongaat Beach • Tshelimnyama • Umbhayi • Umbumbulu • Umdloti • Umgababa South • Umgagaba • Umgeni • Umhlanga • Umkomaas • Umlazi • Umngeni • Umnini • Uthweba • Verulam • Vulindlala • Waterfall • Wathanga • Westbrook • Westville • Ximba • Zwelibomvu.

## Politiek
| Stadsraadsverkiezingen 1 maart 2006        | Stadsraadsverkiezingen 1 maart 2006 | Stadsraadsverkiezingen 1 maart 2006 | Stadsraad              |
| ------------------------------------------ | ----------------------------------- | ----------------------------------- | ---------------------- |
| Partij                                     | Stemmen in %                        | Zetels                              | Huidige zetelverdeling |
| African National Congress                  | 57,60                               | 117                                 | ?                      |
| Democratic Alliance/Demokratiese Alliansie | 16,66                               | 34                                  | ?                      |
| Inkatha Freedom Party                      | 11,09                               | 23                                  | ?                      |
| Minority Front                             | 6,22                                | 13                                  | ?                      |
| African Christian Democratic Party         | 1,60                                | 3                                   | ?                      |
| National Democratic Convention             | 1,01                                | 2                                   | ?                      |
| Independent Democrats                      | 0,85                                | 2                                   | ?                      |
| Truly Alliance                             | 0,70                                | 2                                   | ?                      |
| Scara Civic Party                          | 0,33                                | 1                                   | ?                      |
| United Democratic Movement                 | 0,31                                | 1                                   | ?                      |
| Azanian People's Organisation              | 0,24                                | 1                                   | ?                      |
| Overige partijen                           | 3,39                                | 1                                   | ?                      |
| Opkomst                                    | ?                                   | 200                                 | 200                    |

- Burgemeester: Obed Mlaba - African National Congress
- Onderburgemeester: ? - African National Congress
- Burgemeesterscomité: ANC
- Stadsraadsvoorzitter: ?